# Cheliosea cosmeta
Cheliosea cosmeta är en fjärilsart som beskrevs av Oswald Beltram Lower 1907. Cheliosea cosmeta ingår i släktet Cheliosea och familjen björnspinnare. Inga underarter finns listade i Catalogue of Life.